# Seznam indických spisovatelů
Seznam indických spisovatelů obsahuje přehled některých významných spisovatelů, narozených nebo převážně publikujících v Indii.

## A
- Amaru (asi 6. – 7. století), básník

## B
- Bhása (asi konec 2. – počátek 3. století), dramatik
- Bharthari (asi 7. století), básník
- Bilhana (konec 11. století), básník
- Ruskin Bond (* 1934), spisovatel, autor dětské literatury

## Č
- Čánakja (asi 350 př. n. l. – 283 př. n. l.), autor Arthašástry

## D
- Dandin (asi 7. století), prozaik a literární teoretik
- Arup Kumár Datta (* 1946), autor knih pro děti a mládež

## K
- Kálidása (asi 4. – 5. století), básník a dramatik

## M
- Anthony de Mello (1931–1987), náboženská literatura

## N
- Džaváharlál Néhrú (1889–1964, první indický ministerský předseda

## P
- Prémčand (1880–1936), urdský spisovatel

## R
- Sarvepalli Rádhakrišnan (1888–1975), státník, filosof a překladatel
- Suzanna Arundhati Roy (* 1961), spisovatelka

## S
- Vandana Shiva (* 1952), spisovatelka

## Š
- Šúdraka (asi 3. – 4. století), dramatik

## T
- Rabíndranáth Thákur (1861–1941)

## V
- Válmíki, legendární mudrc, dle tradice autor eposu Rámajána
- Vasubandhu (4. – 5. století), buddhistický učenec
- Vátsjájana (4. – 6. století), autor Kámasútry
- Nirmal Verma (1929–2005)